# Окситрибромид ванадия(V)
Окситрибромид ванадия(V) — неорганическое соединение, оксосоль металла ванадия и бромистоводородной кислоты с формулой VOBr3, красная жидкость.

## Получение
- Бромирование оксида ванадия(III):

{\displaystyle {\mathsf {2V_{2}O_{3}+12Br_{2}\ {\xrightarrow {T}}\ 4VOBr_{3}+O_{2}}}}
- Бромирование оксида ванадия(V) в присутствии восстановителей:

{\displaystyle {\mathsf {V_{2}O_{5}+3Br_{2}+3C\ {\xrightarrow {T}}\ 2VOBr_{3}+3CO}}}

## Физические свойства
Окситрибромид ванадия(V) образует гигроскопичную тёмно-красную жидкость.

## Химические свойства
- Очень неустойчиво, разлагаться начинает уже при комнатной температуре и полностью разлагается при 180°С:

{\displaystyle {\mathsf {2VOBr_{3}\ {\xrightarrow {T}}\ VOBr_{2}+Br_{2}}}}